# ヘインズ郡 (アラスカ州)
ヘインズ郡（ヘインズぐん、英: Haines Borough）は、アメリカ合衆国アラスカ州の南東部に位置する統合市郡である。2010年国勢調査での人口は2,508人である。現在は国勢調査指定地域（CDP)となっているヘインズ（人口1,713人）以外に人口12人から300人余のCDPが5つあり、法人化された自治体は無い。2002年10月に元のヘインズ市とヘインズ郡が統合され、自治郡となった。

## 地理
ヘインズ郡は北緯59度10分、西経135度26分に位置している。アメリカ合衆国国勢調査局に拠れば、郡域全面積は2,726平方マイル ((7,060.3 km2)であり、このうち陸地は2,344平方マイル (6,070.9 km2)、水域は382平方マイル (989.4 km2)で水域率は14.02%である。
アラスカ・パンドル地域にある内陸水路の北端に近い。州都ジュノーからは北西に約80マイル (128 km) 離れている。

### 隣接する郡と国勢調査地域
- スカグウェイ郡自治市 - 北東
- ジュノー市郡 - 南東
- フーナー・アングーン国勢調査地域 (Hoonah–Angoon_Census_Area,_Alaska)  - 南、西

カナダのブリティッシュコロンビア州とも東側境界を接している。

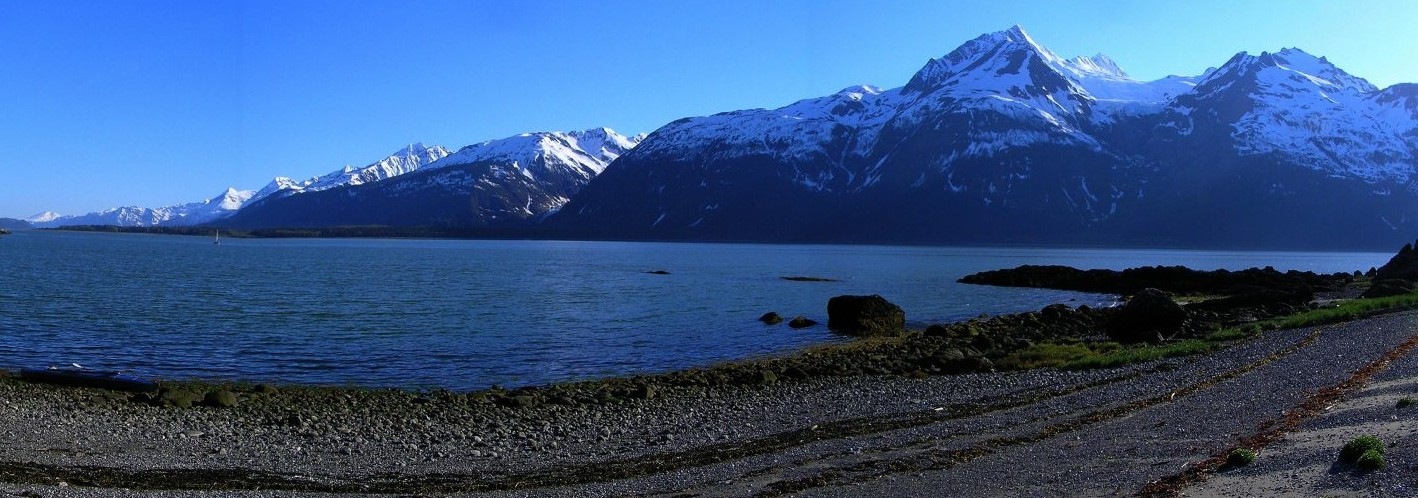
ヘインズの南にあるコチュ島からチルカト山を望む

- スティキーン地域 - 北西、東

### 国立保護地域
- トンガス国立の森（部分）
  - エンディコット川原生地

## 人口動態
以下は2000年の国勢調査による人口統計データである。
| 基礎データ - 人口: 2,392人 - 世帯数: 991 世帯 - 家族数: 654 家族 - 人口密度: 0.34人/km2（0.88人/mi2） - 住居数: 1,419 軒 - 住居密度: 0.20軒/km2（0.52/mi2） 人種別人口構成 - 白人: 82.53% - アフリカン・アメリカン: 0.13% - ネイティブ・アメリカン: 11.50% - アジア人: 0.71% - 太平洋諸島系: 0.08% - その他の人種: 0.42% - 混血: 4.64% - ヒスパニック・ラテン系: 1.38%% | 年齢別人口構成 - 18歳未満: 25.6% - 18-24歳: 5.3% - 25-44歳: 28.2% - 45-64歳: 30.4% - 65歳以上: 10.5% - 年齢の中央値: 41歳 - 性比（女性100人あたり男性の人口） - 総人口: 102.5 - 18歳以上: 103.1 世帯と家族（対世帯数） - 18歳未満の子供がいる: 31.6% - 結婚・同居している夫婦: 54.0% - 未婚・離婚・死別女性が世帯主: 7.3% - 非家族世帯: 34.0% - 単身世帯: 27.1% - 65歳以上の老人1人暮らし: 7.2% - 平均構成人数 - 世帯: 2.41人 - 家族: 2.94人 |

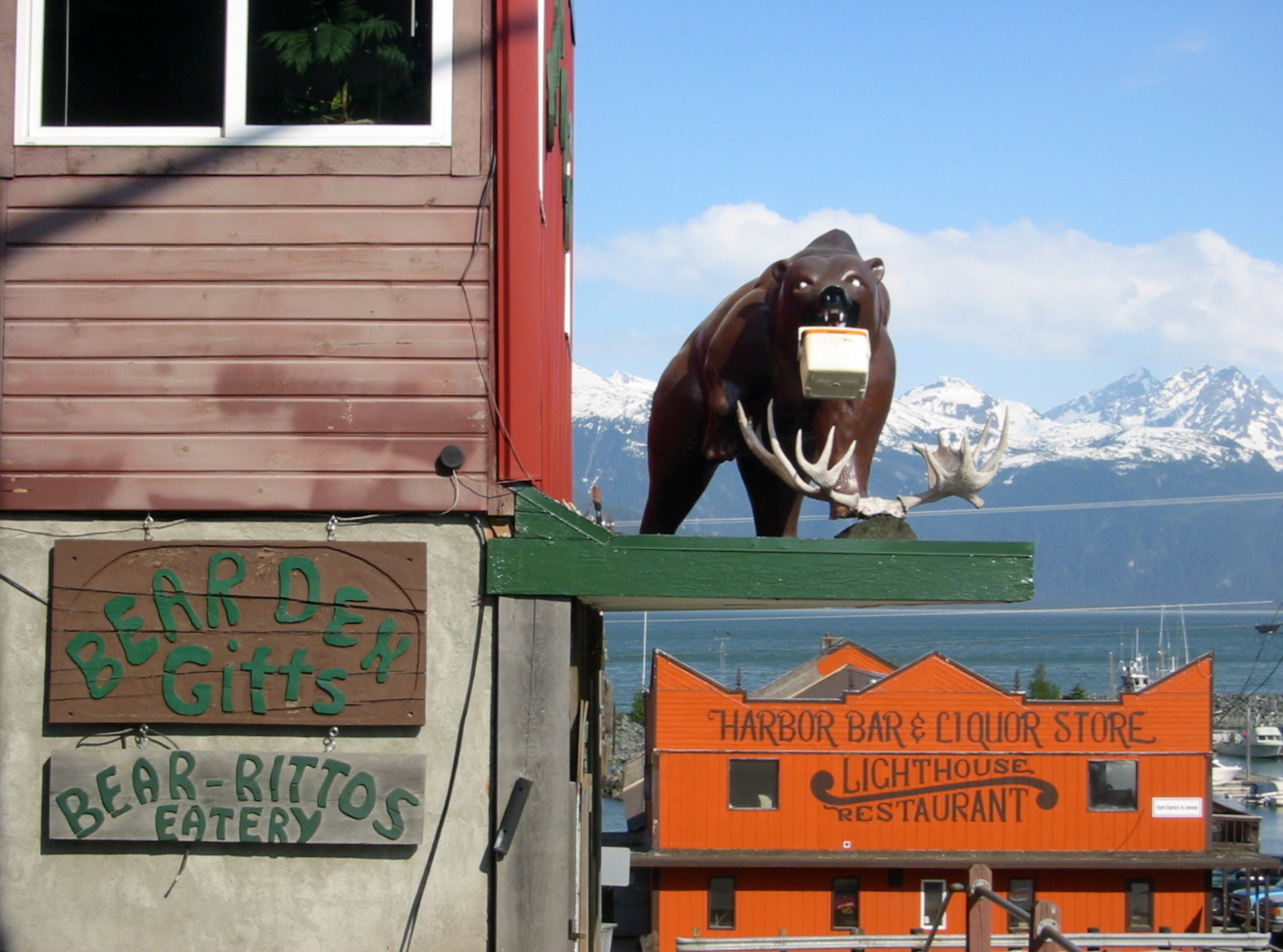
ヘインズの食堂の看板

## 交通の中心
ヘインズはアラスカ州営のフェリー網であるアラスカ・マリーン・ハイウェイの北側寄港地の1つである。冬にヘイズに向かう多くの人々がフェリーからアラスカ・ハイウェイに乗り換えて移動して行く。

## 見どころ
毎年11月頃、ワシが大挙して川の遡上するサケを獲るために降りてくる。多くの写真家が容易く接近できるワシの写真を撮るためにこの地に集まる。チルカット川周辺はハクトウワシの最大群棲地で、保護区に指定されている。

## 都市と町
下記の6つの町は全て国勢調査指定地域である。ヘインズに郡人口の3分の2が集中している。
- コブナントライフ (Covenant Life, Alaska)
- イクスカーションインレット (Excursion Inlet, Alaska)
- ヘインズ (Haines, Alaska)
- ルタック (Lutak, Alaska)
- モスキートレイク (Mosquito Lake, Alaska)
- マッドベイ (Mud Bay, Alaska)